# セントジョゼフ島
セントジョゼフ島（St.Joseph Island）は、ヒューロン湖に浮かぶカナダ領の島。スペリオル湖とヒューロン湖とを結ぶセントマリー川の河口に近くに位置する。
定住者人口は約2000人。対岸との湖峡は架橋されており、橋を通り島内を周回する経路で延びているハイウェイ548によって本土と結ばれている。島の大きな町はヒルトンビーチとリチャーズランディング。産業は観光業、林業、メープルシロップの生産、農業などで成り立っており、特に程近いスーセントマリー市から観光客が訪れている。

## 歴史
スペリオル湖への玄関口にあたるこの島はアメリカ先住民との交易や防衛の上で非常に重要な地点に位置していた。マキノー島（マキナック島）がアメリカ合衆国の領土となった後、1796年にイギリスは同様に重要拠点であったセントジョゼフ島の守備を固めた。イギリス軍はセントジョゼフ砦を拠点にし、米英戦争の間はアメリカ軍のマキナック砦を攻略占領した。終戦後に砦は破棄されたが、現在史跡と残された建造物はパークス・カナダ（カナダ公園管理局）による管理の国定史跡となっている。

## 島の自治体
タウンシップ
- ヒルトン（Hilton）
- ジョセリン（Jocelyn）
- セントジョゼフ（St. Joseph） - 中心街：リチャーズランディング（Richards Landing）村
- ヒルトンビーチ（Hilton Beach）